# Jorunn Bjørg Giske
Jorunn Bjørg Giske (28 de setembro de 1927 - 21 de janeiro de 2021) foi uma política norueguesa do Partido Trabalhista.

## Carreira
Giske nasceu no município de Giske, filha do agricultor Bjarne Berntsen Giske e de Nikoline Valkvæ. Ela serviu como vice-representante no Storting por Møre og Romsdal durante o mandato 1973-1977. Ela reuniu-se durante 90 dias de sessão parlamentar.
Giske serviu no conselho da cidade de Halden de 1955 a 1959, e no conselho da cidade de Trondheim de 1971 a 1983. De 1977 a 1978, ela foi membro do conselho do Partido Trabalhista Norueguês. Ela foi também membro do conselho do Sindicato dos Trabalhadores de Hotelaria e Restaurantes de 1955 a 1959, e secretária distrital do sindicato em Trondhem de 1960 a 1987. De 1975 a 1984 foi membro do conselho da Associação Norueguesa de Autoridades Locais e Regionais.
Giske faleceu no dia 21 de janeiro de 2021.